# Szadzko
Szadzko (deutsch Saatzig) ist ein Dorf in der Woiwodschaft Westpommern in Polen. Das Dorf gehört zur Gmina Dobrzany (Stadt- und Landgemeinde Jacobshagen) im Powiat Stargardzki (Stargarder Kreis). Nach der bei dem Dorf liegenden Burgruine Saatzig führte der bis 1945 bestehende Landkreis Saatzig seinen Namen.

## Geographische Lage
Das Dorf liegt in Hinterpommern, etwa 55 km östlich von Stettin, am südwestlichen Ufer des Jezioro Szadzko (Saatziger Sees). Die nächsten Nachbarorte sind die Stadt Dobrzany (Jacobshagen) im Nordosten, auf der gegenüberliegenden Seite des Sees, und das Dorf Odargowo (Wudarge) im Westen.
Am Südende des Sees fließt die Pęzinka (Gestohlene Ihna) nach Westen ab, südlich am Dorf entlang.

## Geschichte
Die Geschichte des Dorfes stand lange Zeit im Schatten der Burg Saatzig. Die Burg wurde erstmals 1336 erwähnt. Sie war damals eine Grenzburg des Herzogtums Pommern gegen die Mark Brandenburg und Polen, die die Familie von Stegelitz zu Lehen besaß. Kurfürst Albrecht Achilles von Brandenburg überfiel die Burg und zerstörte sie 1478, doch wurde sie bald wieder aufgebaut.
Nach dem Aussterben der Familie von Stegelitz gab der pommersche Herzog Bogislaw X. die Burg 1484 Heinrich Rudolf von Borcke zu Lehen, erhielt sie 1498 wieder zurück und gab sie 1499 an Joachim von Dewitz. Bald danach gelangte sie aber wieder in den Besitz des Herzogs und blieb dann im Besitz der Landesherren. Auf der Burg Saatzig bestand das Burggericht Saatzig, das auch nach der Übernahme Hinterpommerns durch Brandenburg zunächst bestehen blieb und in der Regimentsverfassung von 1654 genannt ist. Ferner bestand das Amt Saatzig, der Sitz des Amtshauptmanns wurde 1728 von der Burg Saatzig nach Ravenstein verlegt. Von der Burg Saatzig erhielt der Kreis Saatzig seinen Namen, den er bis 1945 führte, obwohl sich das landrätliche Büro schon lange in der Stadt Stargard in Pommern befand.
In Ludwig Wilhelm Brüggemanns Ausführlicher Beschreibung des gegenwärtigen Zustandes des Königlich-Preußischen Herzogtums Vor- und Hinterpommern (1784) wird Sazig als ein Dorf mit 42 Haushaltungen („Feuerstellen“), darunter neun Bauern, aufgeführt. Er beschreibt das Schloss als noch „von einer ansehnlichen Größe“, aber „so verfallen, dass es nicht mehr bewohnet werden kann“.  Die Ruine wurde nach einem Stadtbrand im benachbarten Jacobshagen im Jahre 1781 zur Steingewinnung für den Wiederaufbau der Stadt herangezogen.
Vor 1945 bildete Saatzig eine Landgemeinde im Kreis Saatzig in der preußischen Provinz Pommern.
1945 kam das Dorf, wie ganz Hinterpommern, an Polen. Das Dorf erhielt den polnischen Ortsnamen Szadzko. Anstelle der vertriebene Bevölkerung siedelten sich Polen an. 
Im Jahr 2008 wurden 408 Einwohner gezählt. Es gibt sogar noch einen Dorfladen. Bei der Ruine der im Zweiten Weltkrieg zerstörten Dorfkirche aus dem 15. Jahrhundert erinnert eine sehr große Lipa Šw. Ottona (St.-Otto-Linde) an Otto von Bamberg.

## Entwicklung der Einwohnerzahlen
- 1885: 498 Einwohner[3]
- 1925: 504 Einwohner[3]
- 1933: 573 Einwohner[3]
- 1939: 550 Einwohner[3]
- 2008: 408 Einwohner[4]

## Sehenswürdigkeiten
- Burgruine Saatzig, im Wiesengelände nördlich des Dorfes
- Dorfkirche, seit dem Zweiten Weltkrieg Ruine
- Burgwall, östlich des Dorfes, am Südende des Sees